# Lia Orlandini
Lia Orlandini (* 12. Januar 1896 in Mailand; † 9. April 1975 in Bologna) war eine  italienische Schauspielerin und Synchronsprecherin.

## Leben
Orlandini debütierte kaum 17-jährig als Poppäa in Enrico Guazzonis Stummfilmklassiker Quo Vadis? aus dem Jahr 1913 und im weniger bekannten Folgeprojekt Cajus Julius Caesar (1914). Mit einer angenehmen, volle´n, aber auch zerbrechlich wirkenden Stimme ausgestattet, konzentrierte sich die Künstlerin bald auf das Theater als bevorzugter Ausdrucksform und war nach der Ankunft des Tonfilms als italienische Stimme zahlreicher amerikanischer Stars wie z. B. Carole Lombard, Jeanette MacDonald, Merle Oberon und Jean Arthur aktiv. Im Kino war sie von 1939 bis Mitte der 1950er Jahre in Rollen der zweiten Reihe zu sehen, wo sie besorgte Mütter, hingebungsvolle Ehefrauen und gewissen-, manchmal auch boshafte Damen spielte. Daneben konnte man sie immer wieder in Radiobearbeitungen verschiedener Werke hören. Nach seltenen Ausflügen zum Fernsehen zog sie sich, hochbetagt, Anfang der 1970er Jahre ins Privatleben zurück.
Orlandini war bis zu seinem Tode im Jahr 1933 mit dem Schauspielkollegen Ruggero Lupi verheiratet, in zweiter Ehe mit dem Futuristen Escodamè (eigentlich Michele Leskovic).

## Filmografie (Auswahl)
- 1913: Quo Vadis?
- 1914: Cajus Julius Caesar
- 1939: Retroscena
- 1940: Verlassen (Abbandono)
- 1945: Wer Geld hat, hat mehr vom Leben (Il mondo vuole così)
- 1952: Warum hast du mich betrogen? (Inganno)
- 1955: Una sera di maggio
- 1969: I fratelli Karamazov (Fernseh-Mehrteiler)